# Alexandru Aman
Alexandru Aman (n. 2 octombrie 1820, Craiova, Țara Românească – d. 14 septembrie 1885, Paris, Franța) a fost un magistrat român, frate cu Theodor Aman și fondator, alături de soția sa, Aristia, al Fundației „Alexandru și Aristia Aman”.

## Date biografice

### Familie
Alexandru Aman s-a născut în Craiova, fiul serdarului Dimitrie Mihail Dimo, zis Aman, și al Despinei. Dimitrie Aman, după moartea primei sale soții, Zamfirița, s-a recăsătorit cu Despina-Pepica (Pipa), cu care a avut cinci copii: Iorgu (căsătorit cu fiica moșierilor olteni Poenaru, cu care a avut patru copii: Dimitrie, Alexandrina, Maria și Zoe - la rândul ei căsătorită cu Ulysse Boldescu, fost primar al Craiovei); Sevastița (căsătorită cu Iancu Socolescu); Alexandru (căsătorit cu Aristia Aman, fiica lui Grigorie și Elena Lăceanu), Ruxandra-Luța (căsătorită cu Ghiță Urdăreanu, cu care a avut cinci copii, una dintre fetele ei fiind mama lui Nicolae Titulescu); Theodor, unul dintre cei mai importanți pictori români.

### Educație
A urmat cursurile școlii primare „Madona Dudu” și ale Școlii Centrale din Craiova. În 1844 a absolvit Colegiul Național „Sfântul Sava” din București și a plecat la Paris pentru a studia dreptul. Aici a publicat, în 1847, lucrarea Jus romana. De usuris et fructibus et mora. Droit français. De l'effet des obligations. Thése pour licence. Pe 18 ianuarie 1848 i s-a acordat diploma de licență în drept.
În Franța a făcut parte din Societatea Studenților Români de la Paris, filiala Asociației Literare din Muntenia. Grupul revoluționarilor români pașoptiști de la Paris, din care făceau parte Nicolae Bălcescu, Dimitrie Bolintineanu, Nicolae Golescu, Costache Negri, a organizat o întrunire pe 8/20 martie 1848 pentru a stabili un program comun în Principatele Române. Alexandru Aman, care făcea parte pe atunci din Gărzile naționale care apărau orașul, a participat la această întâlnire și a fost influențat de idealurile revoluționare pașoptiste.

## Carieră

### În mediul juridic
Alexandru Aman s-a întors în România în 1848, înainte de intrarea trupelor rusești și turcești în Principate pentru a înăbuși revoluția. În Craiova, a fost numit procuror la judecătorie, secția I. Principele Barbu Știrbei, fratele domnitorului Gheorghe Bibescu, i-a conferit rangurile boierești de pitar în 1851 și de serdar în 1855.
A urmat, în 1854, numirea în funcția de supleant la Curtea de Apel din Craiova, secția a II-a, de către Ioan Al. Filipescu.
De-a lungul carierei sale juridice, Alexandru Aman s-a preocupat de evenimentele politice din țara sa și de unitatea națională a românilor. A militat pentru progresul cultural la orașului său. A fost președintele „Societății craiovene pentru învățământul și cultura poporului, înființată în 1874, care avea drept scop înființarea de școli primare în mediul rural, cursuri pentru adulți și organizarea de conferințe pentru promovarea științei și literaturii. În 1853, s-a căsătorit cu Aristia (1833-1904), fiica lui Grigore și a Elenei Lăceanu. Grigore Lăceanu (1800-1878) a fost negustor cu rangurile de pitar și serdar, apoi deputat în divanul ad-hoc al Țării Românești.
Alexandru Aman a inițiat „Asociația Magistraților din România Mică”, al cărei scop era strângerea de donații pentru armata română. În calitate de președinte al Curții de Apel din Craiova, el a adresat un apel populației în acest sens. Printre cei care au donat s-au aflat și membrii familiei sale: Aristia, Grigore Lăceanu, Gheorghe D. Aman, Alexandrina Aman. De asemenea, Alexandru Aman a organizat o brutărie pentru soldații români de la Poiana Mare și Bechet (Dolj). Pentru întreaga sa activitate în slujba țării, a fost decorat cu Ordinul național „Steaua României”.

### În mediul artelor
Alexandru Aman a fost pasionat de artă. Colecția sa personală cuprindea lucrări de pictură universală din secolul al XVIII-lea, precum tablouri de școală olandeză, flamandă, franceză și italiană, dar și lucrări de pictură românească, printre care și 12 tablouri și 89 de lucrări de grafică ale fratelui său, Theodor Aman.
Pe lângă impresionanta colecție de tablouri, biblioteca familiei Aman cuprindea cărți valoroase, românești și străine, unele vechi din secolele al XVI-lea și al XVII-lea, multe cu ex libris-ul manuscris al proprietarului și diverse însemnări ale familiei, ediții de lux și publicații periodice, precum și alte obiecte de muzeu.

## Întemeietor al Fundației „Alexandru și Aristia Aman”
Alexandru și Aristia Aman nu au avut urmași. Întreaga lor avere a fost donată în folosul comunității. Alexandru Aman, prin testamentul din 14 noiembrie 1884, a lăsat moșiile sale, Poiana (Dolj) și Corlățelu (Mehedinți) pentru înființarea și întreținerea unui spital pentru cei bolnavi și pentru bătrâni, indiferent de clasa socială, de avere sau de religie. În continuare, a menționat că întreaga sa colecție de tablouri originale sau copii, precum și toate cărțile din biblioteca familiei sale vor fi donate orașului său natal, Craiova, pentru a se înființa o bibliotecă și un muzeu cu acces gratuit pentru toți locuitorii. Decizia sa a fost confirmată de soția sa, Aristia, prin propriul ei testament din 14 mai 1901.
Împreună, soții Aman au pus bazele Fundației „Alexandru și Aristia Aman”, sub numele original de „Muzeul, Biblioteca și pinacoteca Alexandru Aman și soția sa Aristia, născută Grigorie Lăceanu din Craiova”.

## Monumentul funerar
Alexandru Aman a murit în 1885, la Paris, iar soția sa în 1904, la Ems, în Germania. Amândoi sunt înmormântați în cimitirul Sineasca, din Craiova, alături de părinții și bunicii Aristiei (Grigorie și Elena Lăceanu și Maria Goga).
Monumentul funerar al familiei Aman din cimitirul Sineasca, aflat pe lista monumentelor istorice de interes local (Cod LMI: DJ-IV-m-B-08435 Categoria: B) a fost început de Karl Storck (1826-1887) și continuat de fiul cel mare al acestuia, Carol. Potrivit altei surse, statuia de pe monumentul funerar a fost modelată de Carol Storck și transpusă în marmură de Karl Teutsch, cel care a învățat această artă în atelierul lui Karl Storck. O altă sursă menționează că acest monument este una dintre cele mai importante lucrări și ultima realizată de Karl Storck în 1886. Pe lista monumentelor istorice din 1992, monumentul este atribuit sculptorului Frederic Storck (fiul mai mic al lui Karl Storck). Lucrarea este executată în întregime din marmură de Carrara.